# Soilent Grün
Soilent Grün war eine Berliner Punk-Band, die von 1980 bis 1982 existierte. Der Bandname war dem Film Jahr 2022… die überleben wollen entlehnt, in dem das im Original titelgebende „Soylent Green“ ein aus menschlichen Leichenteilen hergestelltes Lebensmittel bezeichnet.

## Geschichte
Der Band gehörten der spätere Die-Ärzte-Schlagzeuger Bela B und ab 1981 der spätere Die-Ärzte-Gitarrist Farin Urlaub an. Farin Urlaub stieß zur Band, nachdem Kai-Uwe Schmidt, dem ursprünglichen Gitarristen der Band, die Gitarre während eines Überfalls von Hooligans auf den Club KZ 36 gestohlen worden war. Bernd van Huizen war primär der Sänger der Band (er spielte mit Bela auch in Jörg Buttgereits Super-8-Kurzfilm Captain Berlin mit und ist jetzt Filmemacher). Er wurde später durch Roman Stoyloff (dessen Ex-Freundin das Die-Ärzte Lied Ekelpack gewidmet ist) ersetzt. Ebenso beteiligt war der spätere Grimme-Preisträger Hussi Kutlucan. Auch er ist neben eigenen Filmprojekten als Schauspieler aktiv und war so zum Beispiel in einem Münchener Tatort sowie in Die Putzfraueninsel mit Jasmin Tabatabai zu sehen.
Erste Demoaufnahmen wurden 1981 in ihrem Übungsraum gemacht und auf einer Compilation Cassette namens „Wald Und Wiesen Sampler“ in kleinster Auflage veröffentlicht.
Die Band trat in kleinen Punk-Lokalitäten in West-Berlin auf. Ihr Auftritt bei einem Open-Air-Festival in der Freilichtbühne am Juliusturm – nahe der Zitadelle Spandau – am 26. September 1981 wurde mit Erlaubnis der Band mitgeschnitten und sollte eigentlich als C45-Audiokassette auf Graf Haufen Tapes veröffentlicht werden. Nur wenige Exemplare sind hergestellt worden, weil die Band ihr Veto einlegte (weil man zu wenig vom Publikum mitbekäme).
Anfang 1982 veröffentlichte die Band mit Die Fleisch EP ihre einzige offizielle Platte auf dem Label Screen. Am 1. Mai 1982 fand das Abschiedskonzert von Soilent Grün im Berliner SO36 beim „Tanz in den Mai“-Festival statt. Dort spielte eine damals neue Band, Die Toten Hosen, die aus der Band ZK hervorgegangen war.
Nach Auflösung der Band erschien in einer limitierten Auflage von nur 50 handgemachten Exemplaren eine 70-Minuten-Kassette mit dem kompletten Live-Konzert von 26. September 1981, den Stücken vom Wald- und Wiesen-Sampler und einem Stück von ihrem Abschiedskonzert.
Das Live-Konzert vom 26. September 1981 findet sich auch auf der Die-Ärzte Bootleg-CD „Unter Anderem Namen“.
Bela B und Farin Urlaub gründeten daraufhin Die Ärzte. Soilent Grün wird daher häufig als deren Vorgängerband bezeichnet.
2005 brachte das norddeutsche Plattenlabel Evil Killing Records eine Vorab-Version des Soilent-Grün-Tributalbums in grünem Vinyl heraus, Ende 2007 erschien eine CD-Version mit mehr Bands und neuen Liedern, Bonus-Material und Liner Notes.

## Diskografie

### EPs
- 1982: Die Fleisch EP

### Kassetten
- 1981: Soilent Grün – Live 29. 9. 81 (C45 Cassette, Graf Haufen Tapes GHT-06)
- 1984: Soilent Grün – In Memorandum (C70 Cassette, Graf Haufen Tapes GHT-27)
- 1982: SO 36, 30.4.82 ((π+RQ-J6) Tape Production – π 031) – unautorisiert

### Kompilationen (Auswahl)
- 1981: Wald und Wiesen Sampler
- 1981: Ätsch bätsch (Graf Haufen Tapes GHT-03, 1981)
- 1982: Spandauer Tatendrang Sampler (Graf Haufen Tapes GHT-16, 1982, 2 Auflagen)
- 1982: Antifaschistisches Punkfest – DoppelTapesampler live 28.2.1982
- 1984: Alles in einem (Graf Haufen Tapes GHT-29, 1984)

### VHS Video
- 1996: So war das S.O. 36 (Jelinski & Buttgereit – 5124)